# Plopu
Plopu là một xã thuộc hạt Prahova, România. Dân số thời điểm năm 2002 là 2320 người.